# Josefa Callao Mínguez
Josefa Callao Mínguez   (Madrid, 14 de juny de 1907 - Ciutat de Mèxic, c. 1970) va ser una de les primeres arxiveres i bibliotecàries espanyoles. En començar la Guerra Civil espanyola, va col·laborar amb Jordi Rubió i Balaguer en la creació del Servei de Biblioteques del Front, de la Generalitat de Catalunya.

## Biografia
Es va llicenciar en Filosofia i Lletres (especialitat Història), a la Universitat Central de Madrid el 1930, i el 1931 va aprovar les oposicions al Cos Facultatiu d'Arxivers, Bibliotecaris i Arqueòlegs. Mentre estudiava, va ser vocal de la Federació Universitària de Madrid, va contribuir a fundar la Federació Universitària Escolar (FUE) i la Unió Federal d'Estudiants Hispans (UFEH). El 1929 va participar en diferents campanyes de protestes universitàries i, juntament amb altres companyes, va ser detinguda, acusada d'injúries al rei per la decapitació del bust d'Alfons XIII del Paranimf de la Universitat Central, i empresonada.
La seva primera destinació professional va ser a l'Arxiu de la Delegació d'Hisenda de Palència, que ocupà entre agost i novembre de 1931. A finals d'any va prendre possessió de la plaça obtinguda en concurs-oposició a l'Arxiu de la Corona d'Aragó, a Barcelona, i al llarg de l'any següent col·laborà amb la Secció de Cultura de la Residència Internacional de Senyoretes Estudiants de Barcelona. El 19 d'agost de 1933 es casà amb Antoni Maria Sbert i, en començar la Guerra Civil, coincidint amb el període en què Sbert era conseller de Cultura de la Generalitat de Catalunya, va col·laborar amb Jordi Rubió i Balaguer en la creació del Servei de Biblioteques del Front.
S'exilià a Perpinyà i després a La Baule-les-Pins, al costat de Lluís Companys, i a París. Per mitjà de l'ordre de 22 de juliol de 1939 va ser expulsada del Cos d'arxivers i bibliotecaris. El 2 de setembre de 1942 la família Sbert Callao partí cap a Marsella per salpar cap a Amèrica, via Casablanca, fent escala a Orà. El vaixell portuguès Nyassa els dugué, juntament amb centenars d'exilats, fins a Veracruz, Mèxic.
Col·laboradora de la JARE (Junta d'Auxili als Republicans Espanyols), va exercir a Mèxic el càrrec de secretària del grup femení Mariana Pineda, que el 1945 es va fusionar amb Dones Antifeixistes Espanyoles i va donar lloc a la Unió de Dones Espanyoles (UME).